# Discoring
Discoring è stata una trasmissione musicale prodotta dalla Rai in onda per 15 stagioni dal 20 febbraio 1977 al 26 maggio 1989.
Ideata da Gianni Boncompagni, riprendeva a grosse linee lo schema del britannico Top of the Pops, vale a dire presentare in diretta televisiva i gruppi musicali, sia italiani che internazionali, in classifica in quel momento; tuttavia la trasmissione non disdegnò anche la presentazione di artisti emergenti.
Alla conduzione del programma figurava in genere un mix di conduttori esperti, come lo stesso Boncompagni, Claudio Cecchetto, Awanagana, e giovani promesse del mondo della conduzione e del giornalismo musicale come per esempio Anna Pettinelli, Emanuela Falcetti o Sergio Mancinelli.
Originariamente inserita all'interno del contenitore Domenica in sulla Rete 1, nel 1986 acquistò autonomia e si ritagliò un suo spazio al venerdì pomeriggio fino alla sua ultima stagione nel 1989.

## Storia
La prima puntata andò in onda il 20 febbraio 1977.
La formula prevedeva l'esibizione di gruppi e cantanti italiani e internazionali (quasi sempre in playback) e la rassegna della classifica dei dischi più venduti (33 e 45 giri).
Discoring rendeva omaggio alla trasmissione britannica Top of the Pops alla quale si ispirava nel format.
La scenografia del programma era essenziale, ambientata in uno studio con poche luci, un'attrezzatura per disc-jockey e un pubblico di giovanissimi seduto vicino al conduttore, con diffusori acustici sullo sfondo a fare da quinta scenica.
A esibirsi nella prima puntata furono Amedeo Minghi insieme ai Pandemonium e il gruppo statunitense delle Ritchie Family; Mogol fu ospite in studio per un'intervista.
La produzione era ancora in bianco e nero; solo nel 1978 il programma iniziò la trasmissione a colori.
Nei primi tre anni Discoring fu condotto dal suo ideatore Boncompagni cui si affiancarono collaboratrici in video, mentre il primo cambio nella conduzione si ebbe nel 1979 con la coppia Awanagana/Claudio Cecchetto; dopo un intermezzo con Jocelyn affiancato da diversi conduttori, fu la volta nel 1982 del trio al femminile composto da Anna Pettinelli, Emanuela Falcetti e Isabel Russinova, che caratterizzò uno dei periodi più fortunati della trasmissione, coincidente con l'avvento dei video musicali dei quali ormai ogni artista era uso corredare i propri singoli di successo: le tre giovani presentatrici conobbero una rapidissima popolarità, tale da essere portate in blocco alla conduzione del Festival di Sanremo 1983 (insieme a Roberta Manfredi, conduttrice ai tempi di Boncompagni) e riconfermate per la nuova stagione 1983-84, unica volta in cui per due edizioni consecutive fu mantenuta la stessa formazione di conduttori.
La stessa Pettinelli fu poi di nuovo alla guida della trasmissione negli anni successivi. In totale condusse cinque edizioni di Discoring, più di qualunque altro presentatore, Boncompagni incluso.
Nel 1986 Discoring fu slegato da Domenica in e anticipato al primo pomeriggio del venerdì di Rai Uno alle 14:15; tale finestra di programmazione fu confermata anche per le ultime due stagioni, nel 1987-88 e 1988-89.
Già comunque nelle stagioni finali Discoring era ritenuto nulla più che una rassegna promozionale dei dischi proposti dalle case discografiche che ricopiava il gusto degli ascoltatori sulla base della classifica dei singoli più venduti, senza lanciare più artisti esordienti; fu la statunitense Kay Rush ad accompagnare la trasmissione verso il suo congedo televisivo: tra luglio e settembre 1988 ne fu proposta anche un'estemporanea edizione balneare, denominata Discoring Estate, in onda in seconda serata alle 22:15, sempre a cura di Kay Rush.
Nella stagione 1988-89 si tentò di introdurre l'innovazione dello spazio di esecuzione dal vivo, dopo che per 11 anni gli artisti si erano sempre esibiti in play-back; nonostante la trasmissione in stereofonia e la presenza di ospiti di successo quali, tra gli altri, Phil Collins, Howard Jones e i Depeche Mode, il programma non sopravvisse e dopo la fine stagione a maggio 1989 non fu più riproposto, lasciando aperta la questione se rimpiazzarlo o meno, nella stessa fascia oraria, con un'altra rubrica di musica leggera.

## Edizioni e conduttori
| Edizione | Date di trasmissione               | Conduttori                                                                     | Puntate | Regista                    | Sigla | Note                                                                                              |
| -------- | ---------------------------------- | ------------------------------------------------------------------------------ | ------- | -------------------------- | --- | ------------------------------------------------------------------------------------------------- |
| 1        | 20 febbraio - 20 maggio 1977       | Gianni Boncompagni                                                             | 15      | Antonio Moretti            | Bus Connection, Superdance |                                                                                                   |
| 2        | 29 gennaio - 28 maggio 1978        | Gianni Boncompagni Roberta Manfredi                                            | 18      | Fernanda Turvani           | Bus Connection, Guapa | Il 3 agosto 1978 andò in onda una puntata speciale, Discoring estate, per la prima volta a colori |
| 3        | 31 dicembre 1978 - 27 maggio 1979  | Gianni Boncompagni Paola Rinaldi                                               | 22      | Fernanda Turvani           | Baba Yaga, Che gatta |                                                                                                   |
| 4        | 21 ottobre 1979 - 22 giugno 1980   | Awanagana Claudio Cecchetto Rosanna Napoli                                     | 36      | Fernanda Turvani           | Gepy & Gepy, Body to Body |                                                                                                   |
| 5        | 19 ottobre 1980 - 21 giugno 1981   | Jocelyn Emanuela Pappalardo Mauro Micheloni Stefania Mecchia                   | 35      | Fernanda Turvani           | Yes, Does It Really Happen? (testa) Giants, Rosko (Big City) (coda) |                                                                                                   |
| 6        | 4 ottobre 1981 - 21 giugno 1982    | Jocelyn Elisabetta Bartolomei Gianni De Berardinis                             | 38      | Luigi Bonori Gianni Vaiano | Angelo Branduardi, Musica (testa) Pooh, Buona fortuna (coda) New Trolls, Là nella casa dell'angelo (coda) Paul McCartney e Stevie Wonder, Ebony and Ivory (coda) Goblin, Volo (coda) The K.i.d., Don't Stop (coda) |                                                                                                   |
| 7        | 26 settembre 1982 - 26 giugno 1983 | Anna Pettinelli Emanuela Falcetti Isabel Russinova                             | 40      | Gianni Vaiano              | Cube, Two Heads Are Better than One |                                                                                                   |
| 8        | 9 ottobre 1983 - 24 giugno 1984    | Anna Pettinelli Emanuela Falcetti Isabel Russinova                             | 38      | Gianni Vaiano              | Atelier Folie, No Rhyme, No Reason (testa) Asia, Don't Cry (coda) My Mine, Hypnotic Tango (coda) |                                                                                                   |
| 9        | 7 ottobre 1984 - 23 giugno 1985    | Anna Pettinelli Carlo Conti Mauro Micheloni Sergio Mancinelli Flavia Fortunato | 38      | Francisco Boserman         | Too Too Toy, Don't Wake Up |                                                                                                   |
| 10       | 13 ottobre 1985 - 29 giugno 1986   | Anna Pettinelli Mauro Micheloni Sergio Mancinelli                              | 35      | Francisco Boserman         | Billy Joel, You're Only Human Rettore, Stringimi più forte Moses, We Just | La produzione fu trasferita dagli studi Rai di Roma a quelli di Milano.                           |
| 11       | 3 ottobre 1986 - 26 giugno 1987    | Anna Pettinelli Mauro Micheloni Sergio Mancinelli                              | 37      | Francisco Boserman         | Gianna Nannini, Bello e impossibile Valerie Dore, King Arthur | Programma spostato dalla domenica al venerdì.                                                     |
| 12       | 29 gennaio - 17 giugno 1988        | Kay Rush Patrizia Zani                                                         | 21      | Ruggero Montingelli        | |                                                                                                   |
| 13       | 10 luglio - 11 settembre 1988      | Kay Rush Patrizia Zani                                                         | 10      | Ruggero Montingelli        | | Programma in seconda serata con il nome di Discoring Estate                                       |
| 14       | 11 novembre 1988 - 26 maggio 1989  | Kay Rush Eva Zanardi                                                           | 28      | Ruggero Montingelli        | Den Harrow, Thank You D.J. |                                                                                                   |